# ساي يونغ (رامي الرمح)
ساي يونغ (بالإنجليزية: Cy Young)‏  (و. 1928 – 2017 م) هو رامي الرمح ‏ أمريكي، ولد في موديستو، كاليفورنيا، شارك في الألعاب الأولمبية الصيفية 1956، والألعاب الأولمبية الصيفية 1952، توفي في موديستو، كاليفورنيا، عن عمر يناهز 89 عاماً، بسبب خرف.

## التعليم
تعلم في جامعة كاليفورنيا، لوس أنجلوس.

## روابط خارجية
- ساي يونغ على موقع اللجنة الأولمبية الدولية (الإنجليزية)
- ساي يونغ على موقع أوليمبيديا (الإنجليزية)